# Tatort: Bienzle und der süße Tod
Bienzle und der süße Tod ist eine Folge der Krimireihe Tatort. Die Erstausstrahlung des vom Südwestrundfunk produzierten Beitrags fand am 14. Juli 2002 im Ersten Deutschen Fernsehen statt. Es handelt sich um die 505. Episode der Filmreihe sowie die sechzehnte mit dem Stuttgarter Kommissar Ernst Bienzle.

## Handlung
Ariane und Marcel Reimer haben akute Eheprobleme. Obwohl Ariane im Rollstuhl sitzt, will ihr Mann sie verlassen und den achtjährigen Sohn Sascha mitnehmen. So spielt sie mit dem Gedanken, sich das Leben zu nehmen, verwirft ihn dann aber wieder. Während sie und Marcel geschäftlich außer Haus sind, passt Arianes Schwester, Sonja Brandstätter, auf Sascha auf, der gegen Abend über Bauchschmerzen klagt. Als der Junge Fieber bekommt und sich übergeben muss, wird der Notarzt alarmiert. Der Zustand des Kindes verschlechtert sich zusehends und beide Eltern sind sehr besorgt um das Leben ihres Sohnes. Marcel Reimer muss dazu ein heikles Unternehmen abbrechen, denn sein Chef wird erpresst und er war als Prokurist der Firma mit ihm zusammen auf dem Weg zur Übergabe des geforderten Geldes.
Trotz der Bemühungen der Ärzte verstirbt Sascha an den Folgen einer Vergiftung, die sich seine Eltern nicht erklären können. Die Polizei wird informiert und Kommissar Bienzle nimmt zusammen mit Günter Gächter die Untersuchungen auf. Nach der gerichtsmedizinischen Untersuchung wird hochdosiertes Digitalis als Vergiftungsursache festgestellt. Bienzle ist klar, dass die Ursache in der Familie zu suchen ist, die trotz ihrer Überschaubarkeit voller Probleme steckt. Ariane ist auf ihre Schwester eifersüchtig, da sich Marcel seinerzeit für sie entschieden hat, obwohl er davor mit Sonja zusammen war. Sonja war stundenlang mit dem Jungen allein und hätte sich über das Kind an ihrer Schwester rächen können. Ariana hat Digitalispräparate im Haus, an die jeder hätte gelangen können, selbst die Physiotherapeutin. Bienzle vermutet allerdings, dass Ariane sich möglicherweise selber mit den aufgesparten Medikamenten umbringen wollte.
Die Kriminaltechnik hat in einem Papierkorb der Reimers eine angefangene Pralinenschachtel entdeckt. Nach der Analyse ist sicher, dass sich Sascha damit vergiftet hat, denn in die Pralinen wurde das Digitalis eingespritzt. So gerät Saschas Vater unter Verdacht. Die Schachtel stammt aus der Süßwarenfabrik, in der Marcel Reimer arbeitet, und diese Sorte sind die Lieblingspralinen seiner Frau. Daher liegt nahe, dass er sie damit vergiften wollte und es aus Versehen seinen Sohn getroffen hat.
Unerwartet wird im Krankenhaus ein Mädchen eingeliefert, das nach dem Genuss von Pralinen derselben Firma Vergiftungserscheinungen zeigt. Der Arzt alarmiert sofort Kommissar Bienzle, dem damit klar ist, dass er es mit einem Erpressungsfall zu tun hat. Er sucht den Süßwarenfabrikanten Dr. Markus Borchert auf, der auf Nachfrage zugibt, erpresst zu werden und meinte, das Problem allein und nur mit Reimers Hilfe lösen zu können. Dieser sollte nach den Forderungen des Erpressers unbedingt bei der Geldübergabe dabei sein, was den Kommissar misstrauisch macht. Als er zum Feierabend mit dem Hund einer Bekannten seiner Freundin Hannelore „Gassi“ geht, sieht er Reimers auffallend zügig das Haus verlassen. Kurzerhand ruft Bienzle ein Taxi und fährt Reimers hinterher. Wie er es vermutet hat, trifft sich Reimers mit seinem Komplizen. Um das sicher herauszufinden, versucht Bienzle die Männer zu belauschen. Dabei wird er jedoch von Heiko Plass, Reimers Komplizen, entdeckt und niedergeschlagen. Der sperrt ihn zusammen mit dem Hund in ein Bootshaus und stellt einen Kompressor an, damit die Abgase den Kommissar umbringen. Nur durch das Jaulen des Hundes kann Gächter seinen Kollegen rechtzeitig finden und ihn vor größerem Schaden bewahren.
Gächter konnte herausfinden, dass Reimers für sich und seine Geliebte eine teure Wohnung gekauft hat, für die er dringend Geld braucht. Deshalb kam er auf die Idee mit der Erpressung. Während er mit Bienzle die flüchtigen Erpresser verfolgt, hat Plass seinen Komplizen Reimers in seine Gewalt genommen, um von ihm Geld zu verlangen, da ihr Vorhaben nun offensichtlich geplatzt ist. Als die Kommissare an Reimers Haus ankommen, trifft Bienzle auf den Nachbarsjungen, der viel mit Sascha gespielt hat. Von ihm erfährt Bienzle, dass sie beim Spielen in einem Geräteschuppen auf Reimers Grundstück eine Pralinenschachtel gefunden hatten, die Sascha mitgenommen habe. Er selbst habe wegen seiner Allergie nichts davon gegessen. Gächter bemerkt indessen, dass im Haus der Reimers etwas nicht in Ordnung ist und so kann er zusammen mit Bienzle Plass überwältigen. Als Ariane Reimers erfährt, dass ihr Mann die Pralinen zu Erpressungszwecken vergiftet hatte und somit schuld an Saschas Tod ist, greift sie sich kurzerhand die noch am Boden liegende Pistole von Plass und erschießt ihren Mann.

## Hintergrund
Der Drehbuchautor Felix Huby hat in Bienzle und der süße Tod eine Nebenrolle als Taxifahrer. Die Dreharbeiten fanden vom 15. November bis zum  19. Dezember 2001 in Stuttgart, Baden-Baden und Karlsruhe unter dem Arbeitstitel Bienzle und das tote Kind statt. Die Inspiration zu diesem Fall dürfte Huby, der auch lange Zeit Stuttgarter SPIEGEL-Redakteur war, bei der Lektüre des realen, ungeklärten Kriminalfalls „Elisabeth Frederiksen“ gekommen sein, der sich in Tamm bei Stuttgart zugetragen hatte.

## Rezeption

### Einschaltquote
Die Erstausstrahlung des Films wurde von 7,76 Millionen Zuschauern verfolgt, was einen Marktanteil von 24,4 Prozent bedeutete.

### Kritik
Die Kritiker der Fernsehzeitschrift TV Spielfilm beurteilen den Tatort als mittelmäßig und halten ihn für ein „vertracktes Familienschauerstück“. Sie meinen: „Ein Hoch auf den nüchtern agierenden Bienzle – nur der Fall ist überfrachtet.“